# Trận Nhu Cát
Trận Nhu Cát (繻葛之戰), Nhu Cát chi chiến; 707 TCN) là trận đánh mang tính quyết định giữa thiên tử nhà Chu và Trịnh Trang công. Nhà Chu thua trận khiến uy tín và sức mạnh của Chu vương hoàn toàn sụp đổ, nước Sở cũng nhân dịp này xưng vương đứng ngang hàng với Chu vương. Chỉ sau vài đời thiên tử nhà Chu chỉ còn trên danh nghĩa.

## Bối cảnh nguyên nhân
Năm 770 TCN, Chu Bình vương thiên đô từ đất Cảo sang Lạc Ấp (nay là thành phố Lạc Dương, tỉnh Hà Nam, Trung Quốc) để tránh quân Nhung Địch. Toàn vùng đất phía tây dãy Tần Lĩnh và sông Vị thuộc nhà Chu được nhường lại cho nước Tần đánh dẹp. Nhà chu mất đi lượng lớn diện tích và dân số khiến quốc lực suy yếu.
Ở kinh đô mới, nhà Chu tiếp tục dùng Trịnh Vũ công và Vệ Vũ công phụ chính. Tình hình tạm ổn.
Sau khi Trịnh Vũ công qua đời, Trịnh Trang công nối chức cha được làm khanh sĩ trong triều đình nhà Chu, thường tỏ ra chuyên quyền lấn át Chu Bình vương mà Bình vương không làm gì được. Sau đó Trịnh Trang công lại mang quân cướp phá bờ cõi nhà Chu, cướp thóc lúa nhưng Chu Bình vương cũng không dám đánh trả.
Về sau Trịnh Trang công ngại uy tín của Bình vương là thiên tử toàn thiên hạ nên sai người đến xin giảng hòa và đổi con tin. Việc thiên tử đổi con tin với chư hầu rất trái ngược với phép tắc, nhưng vì khi đó Bình vương thế yếu nên phải chấp thuận. Bình vương sai con là Duệ Phụ sang làm con tin ở nước Trịnh còn Trịnh Trang công cũng sai con cả là Cơ Hốt sang Lạc Dương ở nhà Chu.
Năm 720 TCN, Chu Bình vương mất. Trang công cho người đón Cơ Hốt về, rồi hộ tống thái tử về triều nối ngôi. Nhưng giữa đường Duệ Phụ bệnh chết, con là Lâm kế vị, tức Chu Hoàn vương.
Chu Hoàn vương trọng dụng Quắc công, muốn bãi chức khanh sĩ của Trịnh Trang công. Trịnh Trang công tức giận, sai Sái Trọng đánh nhà Chu, cắt lúa đất Ôn và đất Thành đem về. Từ đó Chu và Trịnh bất hòa.
Năm 717 TCN, Trịnh Trang công vào triều kiến nhà Chu, Chu Hoàn vương không tiếp đãi theo đúng lễ tiếp đãi chư hầu và cho Quắc công Kỵ Phủ làm khanh sĩ giúp việc. Trịnh Trang công nổi giận, sang năm 711 TCN tự ý cùng nước Lỗ trao đổi Hứa Điền. Lỗ trao Hứa Điền cho Trịnh, còn Trịnh trao Banh cho Lỗ.
Năm 707 TCN, Trịnh Trang công bỏ không đến triều kiến Chu Hoàn vương. Chu Hoàn vương tức giận, hội quân cùng các nước chư hầu gồm Sái, Vệ và Trần bèn mang quân đánh nước Trịnh để trả thù.

## Diễn biến
Hai bên chạm trán ở Nhu Cát. Chu Hoàn vương tự đi giữa, sai Quắc công Lâm Phủ đi bên phải cùng quân Sái, Vệ; còn Chu công Hắc Kiên đi bên trái cùng quân Trần. Trịnh Trang công cùng Sái Trọng và Cao Cừ Di mang quân ra địch. Trịnh Tử Nguyên hiến kế cho Trịnh Trang công nên tập trung đánh vào cánh quân Trần vì nước Trần đang có loạn. Trịnh Trang công làm theo, bày trận ngư lệ gồm xe đánh trước, đội ngũ đi sau. Quân Trịnh bắn đạn đá tấn công. Quân 3 nước Trần, Vệ Sái thua chạy, quân nhà Chu đại loạn. Tướng Trịnh là Chúc Đam bắn trúng vai Chu Hoàn vương. Hoàn vương bỏ chạy. Trịnh Trang công ngăn Chúc Đam đuổi theo vua Hoàn vương, ông chủ trương chỉ nên giữ cõi, không nên truy bức thiên tử.

## Ý nghĩa
Trận đánh làm cho thấy sự suy yếu về uy tín và sức mạnh của thiên tử. Nhà Chu không thể điều khiển được chư hầu. Các chư hầu mạnh dần dần gây chiến với nhau, thôn tính các nước nhỏ. Nước nhỏ cầu cứu, nhà Chu cũng không cứu nổi. Thế lực thiên tử chỉ còn như nước nhỏ, các nước lớn như Tần, Tề, Tấn lợi dụng uy của thiên tử nhà Chu để sai khiến chư hầu, bắt đầu thời kỳ Xuân Thu đầy chiến loạn.